# Kentucky Derby 1883
Kentucky Derby 1883 var den nionde upplagan av Kentucky Derby. Löpet reds den 23 maj 1883 över 1,5 miles. Löpet vanns av Leonatus som reds av William Donohue och tränades av Raleigh Colston Sr..
En artikel i Louisville Commercial om 1883 års Derby innehöll den första hänvisningen till banan som Churchill Downs.
Förstapriset i löpet var 3 760 dollar. Sju hästar deltog i löpet.

## Resultat
| P | Häst              | Jockey          | Tränare             | Land | Tid     |
| - | ----------------- | --------------- | ------------------- | ---- | ------- |
| 1 | Leonatus          | William Donohue | Raleigh Colston Sr. | USA  | 2:40.25 |
| 2 | Drake Carter      | John Spellman   | Green B. Morris     | USA  |         |
| 3 | Lord Raglan       | John Stoval     |                     | USA  |         |
| 4 | Ascender          | Gibbs           |                     | USA  |         |
| 5 | Standiford Kellar | Harry Blaylock  |                     | USA  |         |
| 6 | Pike's Pride      | George Evans    |                     | USA  |         |
| 7 | Chatter           | H. Henderson    |                     | USA  |         |